# 金田一村
金田一村是過去位於日本岩手縣北部的行政區劃，已於1972年合併為二戶市，過去的轄區相當於現在二戶市的東北部區域。

## 歷史
金田一村的轄區過去在令制國時代屬於陸奧國二戶郡，16世紀末陸奧當地領主南部氏的親族將此地封給親族武田彥三郎，並在此建立金田一城，其後代子孫也因此改使用「金田一」做為姓氏，成為金田一氏。
19世紀江戶時代結束時為盛岡藩的領地，1889年日本實施町村制時，設立了金田一村；1972年與位於南側的福岡町合併為二戶市。